# Estelle Taylor

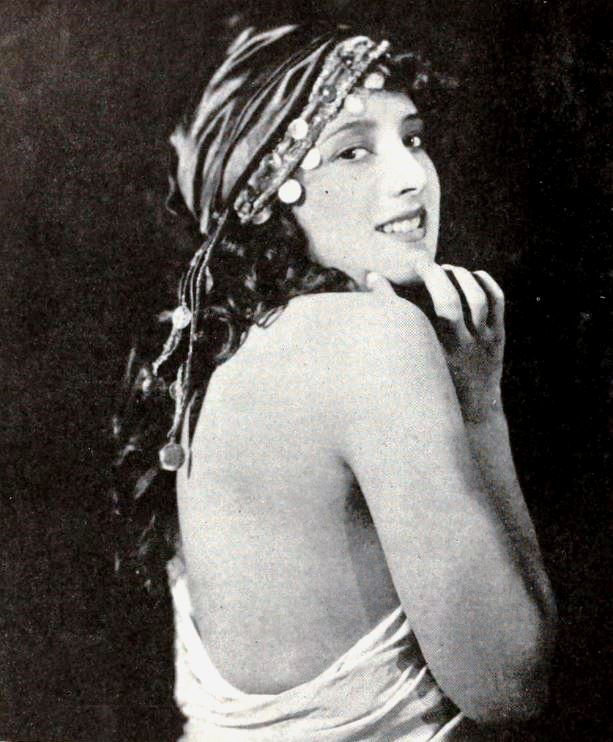
Estelle Taylor.

Estelle Taylor, född 20 maj 1894 i Wilmington, Delaware, död 15 april 1958 i Los Angeles, Kalifornien, var en amerikansk skådespelare. Taylor medverkade i 45 filmer, majoriteten under 1920-talet. Efter ljudfilmens genombrott blev rollerna färre för att upphöra helt 1945. Senare kom hon att engagera sig i djurrättsfrågor.
Taylor har en stjärna för filminsatser på Hollywood Walk of Fame vid adressen 1620 Vine Street.

## Filmografi, urval
- 1920 – While New York Sleeps
- 1922 – Greven av Monte Cristo
- 1922 – En dåre
- 1924 – Mannen från Alaska
- 1924 – Dorothy Vernon of Haddon Hall
- 1926 – Don Juan
- 1931 – Cimarron
- 1945 – Sydstataren